# Vilhelm Bang
Vilhelm Bang (født 21. marts 1843 i Horsens, død 19. marts 1910) var en dansk kulturhistoriker.
Bang var siden 1871 sognepræst, sidst i Hvalsø. Han arbejdede særligt med reformationstidens kultur og skrev blandt andet: Præstegaardsliv i Danmark og Norge fra Reformationen til 17. Aarhundredes Slutning (1891) og som indledning dertil Latinskoleliv og Studenterliv (1892).